# Эмперадо, Адриано
Адриано Эмперадо — главный из пяти боевых мастеров, которые разработали систему самозащиты «каджиукэнбо».
У Эмперадо было трудное детство в Гонолулу. Его начальная тренировка боевых искусств была в эскриме, что позже влияло на аспекты его каджиукэнбо. Потом, Эмперадо заинтересовался кэмпо и достиг чёрного пояса пятого дана под руководством Уильяма К. С. Чау.
В 1947 году пять боевых мастеров, которые назвали себя Обществом Чёрного Пояса (Black Belt Society), встретились в области Гонолулу, известной как Поселение Палама. Их целью была разработка высшей системы самозащиты. Это были: Питер И. Чу (тансудо — корейское карате), Франк Ордонез (джиу-джитсу), Джозеф Холк (дзюдо), Адриано Эмперадо (кэмпо и эскрима), и Кларенс Чанг (ушу Шаолинь — «китайский бокс»). После двух лет, эти пять мастеров боевых искусств создали систему, которая была очень эффективна в боях на улице. Эта система получила своё название («каджиукэнбо») из первых букв от четырёх стилей, из которых она состояла. С тех пор, каджиукэнбо приобретало репутацию как «усовершенствованное искусство грязной борьбы на улице», как сказал один из её членов.
Первая школа каджиукэнбо была открыта в Поселении Палама, и руководилась Эмперадо и его братом, Джо. Чтобы быть неукротимыми на улицах, учащиеся имели реалистическую, зверскую тренировку и боролись в полный контакт. Различные контузии были ежедневным случаем, и число учащихся в школе скоро уменьшилось к нескольким лояльным людям. Школа Эмперадо дала несколько будущих инструкторов, которые станут успешными и влиятельными в международном сообществе боевых искусств: Сид Асунсьон, Тони Рамос, Чарльз Гэйлорд, Аледжу Рейс, Джо Халбана и Ал Дакаскос, чтобы перечислять только несколько из них.
В 1959 году, Эмперадо начал включать ушу в систему каджиукэнбо, перемещая акцент от твердого стиля каратэ к комбинации твердых и мягких методов. Каджиукэнбо развился в стиль, открытый к улучшению, и готовый принять то, что эффективно.
Современные каджиукэнбо использует своё наследование, но оно заботится о его репутации как искусство, которое было подготовлено к любому бою на улице. за жизнь, ориентируемой к вкладам в боевые искусства, журнал «Black Belt Magazine» (Журнал Чёрного Пояса) назвал Адриано Эмперадо его Инструктором Года 1991.